# Walter Zipser
Walter Zipser (* 1958) ist ein österreichischer Hörfunk- und Fernsehmoderator aus St. Florian. Zipser arbeitet seit 1978 als Journalist. In Deutschland ist er hauptsächlich durch seine Tätigkeit als Kommentator von Formel-1-Übertragungen bekannt. Sein Debüt bei einem Formel-1-Grand-Prix fand beim Großen Preis von Monaco 1978 statt.
Seit 1997 kommentiert Zipser für den Fernsehsender Sport1 (ehem. DSF), aber auch für Sky Deutschland (ehem. Premiere), den ORF und Servus TV im Bereich Sportwagen-Weltmeisterschaft, Motorrad-Weltmeisterschaft und Formel 1. Er spricht Englisch, Französisch und Italienisch. Ab 2010 kommentierte Walter Zipser die Highlight-Sendungen des NASCAR Sprint Cups auf Servus TV. Im Oktober 2012 kommentierte er die Live-Übertragung von Red Bull Stratos auf Servus TV, ab 2013 die Sendungen zur Rallye-Weltmeisterschaft auf Servus TV.
Auftritte als Veranstaltungsmoderator absolvierte er bereits in ganz Europa, u. a. bei der 100-Jahre-Mercedes-Benz-Gala in Monaco, beim Shell-Eco Marathon in Rotterdam, bei vielen Oldtimer-Events (AvD-Oldtimer-Grand-Prix auf dem Nürburgring, Ennstal-Classic, Kitzbüheler Alpenrallye, Arlberg Classic, ADAC-Trentino-Classic, Saalbach-Classic), bei der Porsche Sound-Night in Zuffenhausen, beim Porsche-VIP-Event im Rahmen des OGP-Nürburgring sowie beim Event Mercedes-Benz & Friends in Berlin-Tempelhof. Seit der Saison 2014 moderiert Walter Zipser alljährlich vor mehr als 20.000 Fans die Le-Mans-Nacht im Porsche-Museum in Zuffenhausen und ist als Streckensprecher beim Formel-1-Grand-Prix von Österreich und beim Motorrad-Grand-Prix auf dem Red Bull Ring im Einsatz.